# Minor Hall
„Minor“ Ram Hall (* 2. März 1897 in Sellers, Louisiana; † 16. Oktober 1959 in Sawtelle, Kalifornien) war ein US-amerikanischer Jazzschlagzeuger des New Orleans Jazz.
Ram Hall ist der jüngere Bruder des Schlagzeugers Alfred „Tubby“ Hall. Er spielte 1916 mit Kid Ory in New Orleans, dann mit Sugar Johnnie's New Orleans Creole Orchestra, ging dann nach Chicago, wo er mit Bands, wie der von King Oliver 1922 und danach mit Jimmie Noone, spielte. Im Jahr 1924 zog er nach Kalifornien und arbeitete dort mit Mutt Careys Jeffersonians (1927/32) und in Winslow Allens Orchester. 1944 wurde er Mitglied des Orchesters von Kid Ory, bei dem er blieb, bis er 1956 auf einer Europatournee erkrankte. Er war auch an Schallplattenaufnahmen mit Louis Armstrong beteiligt.